# Štěpánovice (ort i Tjeckien, Södra Böhmen)
Štěpánovice är en ort i Tjeckien.   Den ligger i regionen Södra Böhmen, i den centrala delen av landet, 120 km söder om huvudstaden Prag. Štěpánovice ligger 463 meter över havet och antalet invånare är 637.
Terrängen runt Štěpánovice är platt. Runt Štěpánovice är det ganska glesbefolkat, med 38 invånare per kvadratkilometer. Närmaste större samhälle är České Budějovice, 13,4 km väster om Štěpánovice. I omgivningarna runt Štěpánovice växer i huvudsak blandskog.